# Kenzo Tada
Kenzo Tada (Japans: 多田 健蔵, Tada Kenzō) (Hadano, 17 februari 1889 - 1976) was een Japans motorcoureur. 

## Carrière
Kenzo Tada begon zijn carrière in 1907 als wielrenner. Hij werkte bij de Tomeye Trading Co, die in Tokio importeur voor het Britse motorfietsmerk Velocette was. In 1921 begon Tada met motorfietsen te racen. Hij reed vooral dirttrackraces, bij gebrek aan circuits en zelfs verharde wegen in Japan. Dat land kende in die tijd slechts 20 coureurs, van wie Kenzo Tada een van de organisatoren van motorsportwedstrijden werd. 
Tijdens de Taishoperiode (1912-1926) groeide de populariteit van de motorfiets in Japan. Wedstrijden werden gesponsord door kranten en trokken veel publiek, soms wel 50.000 toeschouwers. Tada las de Britse motorsportbladen en raakte gefascineerd door de TT van Man. 
In 1930 reisde Tada veertig dagen lang naar Europa, over zee en via het spoor, om aan de TT van 1930 deel te nemen. Velocette stelde hem de 350cc-Velocette KTT van Alec Bennett ter beschikking. Tijdens de trainingen viel hij tegen Ballaugh Bridge, wat slechts een krom stuur opleverde, maar in de Junior TT viel hij meerdere malen. Dat leverde hem de bijnaam "The Indian Rubber Man" op. Hij finishte uiteindelijk als vijftiende, drie kwartier achter Henry Tyrell-Smith (Rudge).